# マヌエル・フラガ・イリバルネ

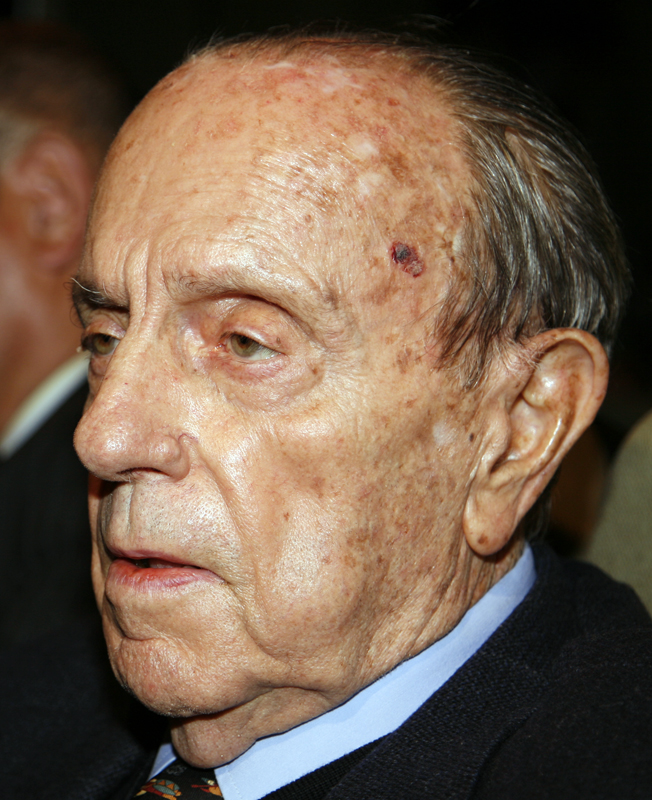
マヌエル・フラガ・イリバルネ

マヌエル・フラガ・イリバルネ（Manuel Fraga Iribarne、1922年11月23日 - 2012年1月15日）は、スペインの政治家。フランコ政権の閣僚（情報・観光大臣、1962年 - 1969年、副首相兼内務大臣、1975年 - 1976年）駐英大使 （1973年 - 1975年）。国民党創設者。元ガリシア州首相（1990年 - 2005年）。

## 経歴
1922年、マヌエル・フラガはガリシア地方のルーゴ県ビラルバに生まれた。サンティアゴ・デ・コンポステーラ大学で法学を学んだ。

### フランコ政権時代
1962年から1969年までの間フランコ政権の情報・観光大臣を務める。情報観光大臣時代、限定的な出版物の自由化を認める出版法（通称フラガ法）を制定した。1973年から1975年までの間、駐英大使としてロンドンに赴任している。

### スペインの民主化、野党国民党の創設
フランコ死去後の最初の政府であるカルロス・アリアス・ナバーロ政権で副首相兼内務大臣に任命される。
1976年、国民党(PP)の前身である国民同盟(AP)を創設した。

### ガリシア州首相時代
出身地のガリシア州首相（Presidente da Xunta）を、1990年から2005年までの15年間務めた。
2012年1月15日、死去。89歳没。